# Faubert Bolivar
Pour les articles homonymes, voir Bolívar.
Faubert Bolivar, né à Port-au-Prince le 23 septembre 1979, est un poète, dramaturge et écrivain haïtien.

## Biographie
Poète, dramaturge et écrivain né en 1979, il est l’auteur d’un ensemble de textes (essai, poésie, nouvelle, théâtre), publiés dans divers ouvrages collectifs et revues à travers le monde francophone. Toujours attentif et sensible aux épineux problèmes de son pays, qu’il convoque avec ironie et provocation dans la presse, ce « diseur » des Vendredis Littéraires de l’Université caraïbe (Prix Jacques Stephen Alexis à 16 ans) fait des études de philosophie à Paris VIII, enseigne le français à Kingston en Jamaïque, puis revient à Port-au-Prince en 2007 à la DNL et enseigne au Petit Conservatoire. Il signe alors différents textes de théâtre : Sélune pour tous les noms de la terre (2011) ; Mon ami Pyéro en créole haitien, prix Marius Gottin du sixième concours des Écritures Théâtrales Contemporaines de la Caraïbe, qu’il traduira en français en résidence aux Francophonies en Limousin (2015). Enfin, La Flambeau (2015), une œuvre mêlant humour et satire sociale. Deux fois finaliste au Prix RFI Théâtre, en 2016 et en 2017, il a animé avec des amies et des amis en Martinique, où il vit et enseigne la philosophie, la soirée mensuelle des Rencontres pour le lendemain, où ont été reçus entre autres le poète Monchoachi, la chanteuse Jocelyne Béroard, le plasticien Ernest Breleur, l'historien Gilbert Pago, l'homme de théâtre Hassane Kassi Kouyaté, ou la militante féministe George Arnauld. Sa pièce : Les revenants de l'impossible amour, a reçu le prix Textes en paroles du meilleur texte dramatique. L'un de ses textes est mis en musique en 2023. En effet, c'est David Bontemps qui crée un opéra nommé La Flambeau à partir des écrits de Faubert.

## Œuvres

### Poésie
- Mémoire des maisons closes, Éditions Bas de Page, 2013  (ISBN 9997040708) ; réédition, Montreuil, Le Temps des cerises, 2018 (collection : Vivre en poésie), 91 p.  (ISBN 978-2-37071-145-8) ;
- Lettre à tu et à toi. Prose poétique. Suivi de Sainte Dérivée des trottoirs, prose poétique, Paris, Édition Anibwe, 2014, 51 p.  (ISBN 978-2-916121-69-7).
- Une pierre est tombée, un homme est passé par là, Port-au-Prince, C3 Éditions, 2016, 92 p.  (ISBN 9789997087416)[3],[4].

### Théâtre
- La Flambeau, Éditions Henri Deschamps, 2014[5],[1] - Prix spécial Paulette Poujol-Oriol et Georges Corvington[6] ;
- Sélune pour tous les noms de la terre, Textes en paroles, 2015 (ASIN B00QH9E8OW) ;
- Mon ami Pierrot,, Paris, Éditions Passages, 2016  (ISBN 9791094898086)[7].

### Nouvelle
- La rumeur a fait le tour du monde, dans Nouvelles d'Haïti, Paris, Magellan & Cie, 2007  (ISBN 978-2-35074-030-0).